# Roy Buchanan
(Le)Roy Buchanan (Ozark, 23 september 1939 - Fairfax, 14 augustus 1988) was een Amerikaanse bluesrockgitarist.

## Carrière
Toen Buchanan twee jaar was, verhuisde zijn familie naar Pixley in Californië, waar zijn vader werk had gevonden op een boerderij. Op 9-jarige leeftijd kreeg hij van zijn ouders zijn eerste gitaar. Ondanks meerdere jaren onderricht leerde Buchanan nooit noten lezen, maar speelde hij op zijn gehoor. Zijn gitaar was de Fender Telecaster, waarmee hij (ook zonder bijbehorend pedaal) wah-wah-klanken produceerde.
Op 12-jarige leeftijd kreeg Buchanan zijn eerste verbintenis bij de plaatselijke band Waw Keen Valley Boys. Op 16-jarige leeftijd verhuisde hij met zijn oudere broers en zussen naar Los Angeles, waar hij samen met Spencer Dryden speelde bij The Heartbeats, die later drummer werd bij Jefferson Airplane en The New Riders of the Purple Sage. Hoogtepunt van The Heartbeats was het optreden in de film Rock Pretty Baby. Zijn volgende band was Oklahoma Bandstand in Tulsa, voordat hij drie jaar speelde met Dale Hawkins, die in 1958 een hit had met My Babe. Daarna werkte hij onder andere voor Ronnie Hawkins, The Coasters, Frankie Avalonen Eddie Cochran.
In 1961 trouwde Buchanan met Judy Owens en woonde met haar vervolgens in de omgeving van Washington D.C. In de daaropvolgende jaren was Buchanan niet meer actief in de muziekbusiness. Vanaf 1969 trad hij weer op in kleinere clubs in het gebied Philadelphia/Washington. In 1970 vond hij in verschillende kranten en uiteindelijk in het magazine Rolling Stone de melding dat hij in 1969 blijkbaar voor de opvolger van gitarist Brian Jones van The Rolling Stones werd gehouden. In 1971 maakte het tv-programma Introducing Roy Buchanan een breder publiek bekend met 'the best unknown guitarist in the world'.
Tijdens de jaren 1970 verscheen een reeks albums, waarvan sommige (zoals het Second Album) tamelijk succesvol waren. Hij kon alleen overtuigen als gitarist en niet als zanger. Er volgden talrijke tournees en concerten, totdat de beste onbekende bluesgitarist Buchanan zich tijdens de tweede helft van de jaren 1970 terugtrok uit de platenbusiness. In 1981 kwam hij terug met het album My Babe, waarop drummer Danny Brubeck, een zoon van Dave Brubeck, te horen was. Pas in 1985 verscheen het nieuwe album When a Guitar Plays the Blues, dat zich dertien weken lang kon handhaven in de Billboard 200-hitlijst en werd genomineerd voor een Grammy Award.

## Conflicten met justitie
Hij kwam meermaals in conflict met justitie en had alcoholproblemen. In augustus 1988 werd Buchanan na een stevige ruzie met zijn vrouw opgepakt wegens dronkenschap. Later werd hij dood aangetroffen in zijn cel. Volgens officiële berichten had hij zich opgehangen met zijn eigen T-shirt.

## Overlijden
Roy Buchanan overleed in augustus 1988 op 48-jarige leeftijd door ophanging.

## Discografie
- 1971: Buch & The Snakestretchers
- 1972: Roy Buchanan
- 1972: Roy Buchanan and the Snakestretchers
- 1973: Second Album
- 1974: That's What I Am Here For
- 1974: In The Beginning
- 1974: American Axe – Live In 1974
- 1974: Rescue Me
- 1975: Live Stock
- 1976: A Street Called Straight
- 1977: Loading Zone
- 1977: Live In Japan 1977
- 1978: You're Not Alone
- 1981: My Babe
- 1985: When A Guitar Plays The Blues
- 1986: Dancing On The Edge
- 1987: Hot Wires
- 1989: Early Years
- 1992: Sweet Dreams: The Anthology, bevat vier nummers van het niet uitgebrachte album The Prophet (1969) en drie andere niet uitgebrachte nummers
- 1993: Guitar On Fire: Atlantic Sessions
- 2014: Shredding the Blues: Live at my Father's Place 1978 & 1984
- 2015: At My Father's Place, New York, 1973 (remastered) [live], officiële eerste publicatie van een bootleg van 1973

Tijdens de jaren '60 was Buchanan als studiomuzikant betrokken bij meer dan 100 platen van onder anderen Freddy Cannon en het duo Leiber/Stoller.
- Biblioteca Nacional de España: XX1089175
- Bibliothèque nationale de France: cb13925718r (data)
- Gemeinsame Normdatei: 123935555
- International Standard Name Identifier: 0000 0001 0906 2097
- Library of Congress Control Number: n85034860
- MusicBrainz: 82ad256f-8036-4318-98cb-e9b1e36c39e6
- Nationale Bibliotheek van Tsjechië: xx0052700
- Nationale Bibliotheek van Israël: 987007415262605171
- Virtual International Authority File: 59271828
- WorldCat: E39PBJpdRDrgmghPvqTbgMp9Dq